# Mogibacterium diversum
Mogibacterium diversum è una specie di batterio appartenente alla famiglia delle Eubacteriaceae.